# انتونیو فرانکو (بازیکن فوتبال، زاده ۱۹۱۱)
انتونیو فرانکو (انگلیسی: Antonio Franco; ۲۵ اکتبر ۱۹۱۱ – ۳۰ ژوئن ۱۹۹۶) بازیکن فوتبال اهل اسپانیا بود.
از باشگاه‌هایی که در آن بازی کرده‌است می‌توان به باشگاه فوتبال اسپانیول و باشگاه فوتبال بارسلونا اشاره کرد.
وی همچنین در تیم ملی فوتبال کاتالونیا بازی کرده‌است.